# GPR182
GPR182 (ili G protein spregnuti receptor 182) je ljudski gen (i asocirani protein) koji je orfan GPCR.
Kad je ovaj gen bio kloniran prvi put, pretpostavljeno je da kodira adrenomedulin receptor. Međutim kad je korespondirajući protein izražen, utvrđeno je da ne proizvodi respons na adrenomedulin (ADM).
Naknadno je bilo pokazano da jedan drugi GPCR receptor, CALCRL u kompleksu sa  može da funkcioniše kao ADM receptor.

## Literatura
1. ↑  Vassilatis DK, Hohmann JG, Zeng H, Li F, Ranchalis JE, Mortrud MT, Brown A, Rodriguez SS, Weller JR, Wright AC, Bergmann JE, Gaitanaris GA (2003). „The G protein-coupled receptor repertoires of human and mouse”. Proc. Natl. Acad. Sci. U.S.A. 100 (8): 4903—8. PMC 153653 . PMID 12679517. doi:10.1073/pnas.0230374100.
2. ↑  Hänze J, Dittrich K, Dötsch J, Rascher W (1997). „Molecular cloning of a novel human receptor gene with homology to the rat adrenomedullin receptor and high expression in heart and immune system”. Biochem. Biophys. Res. Commun. 240 (1): 183—8. PMID 9367907. doi:10.1006/bbrc.1997.7631.
3. ↑  Kennedy SP, Sun D, Oleynek JJ, Hoth CF, Kong J, Hill RJ (1998). „Expression of the rat adrenomedullin receptor or a putative human adrenomedullin receptor does not correlate with adrenomedullin binding or functional response”. Biochem. Biophys. Res. Commun. 244 (3): 832—7. PMID 9535752. doi:10.1006/bbrc.1998.8349.
4. ↑  McLatchie LM, Fraser NJ, Main MJ, Wise A, Brown J, Thompson N, Solari R, Lee MG, Foord SM (1998). „RAMPs regulate the transport and ligand specificity of the calcitonin-receptor-like receptor”. Nature. 393 (6683): 333—9. PMID 9620797. doi:10.1038/30666.

## Dodatna literatura
- Lah JJ, Frishman WH (2002). „Adrenomedullin: a vasoactive and natriuretic peptide with therapeutic potential.”. Heart disease (Hagerstown, Md.). 2 (3): 259—65. PMID 11728267.
- Mukoyama M; Sugawara A; Nagae T;  . (2002). „Role of adrenomedullin and its receptor system in renal pathophysiology.”. Peptides. 22 (11): 1925—31. PMID 11754983. doi:10.1016/S0196-9781(01)00525-3.
- Fowler DE, Wang P (2002). „The cardiovascular response in sepsis: proposed mechanisms of the beneficial effect of adrenomedullin and its binding protein (review).”. Int. J. Mol. Med. 9 (5): 443—9. PMID 11956648.
- Kato J, Kitamura K, Kangawa K, Eto T (1995). „Receptors for adrenomedullin in human vascular endothelial cells.”. Eur. J. Pharmacol. 289 (2): 383—5. PMID 7621913. doi:10.1016/0922-4106(95)90117-5.
- Martínez A, Miller MJ, Catt KJ, Cuttitta F (1997). „Adrenomedullin receptor expression in human lung and in pulmonary tumors.”. J. Histochem. Cytochem. 45 (2): 159—64. PMID 9016306.
- Hänze J, Dittrich K, Dötsch J, Rascher W (1997). „Molecular cloning of a novel human receptor gene with homology to the rat adrenomedullin receptor and high expression in heart and immune system.”. Biochem. Biophys. Res. Commun. 240 (1): 183—8. PMID 9367907. doi:10.1006/bbrc.1997.7631.
- Martínez A; Elsasser TH; Muro-Cacho C;  . (1997). „Expression of adrenomedullin and its receptor in normal and malignant human skin: a potential pluripotent role in the integument.”. Endocrinology. 138 (12): 5597—604. PMID 9389548. doi:10.1210/en.138.12.5597.
- Kennedy SP; Sun D; Oleynek JJ;  . (1998). „Expression of the rat adrenomedullin receptor or a putative human adrenomedullin receptor does not correlate with adrenomedullin binding or functional response.”. Biochem. Biophys. Res. Commun. 244 (3): 832—7. PMID 9535752. doi:10.1006/bbrc.1998.8349.
- Jiménez N; Calvo A; Martínez A;  . (1999). „Expression of adrenomedullin and proadrenomedullin N-terminal 20 peptide in human and rat prostate.”. J. Histochem. Cytochem. 47 (9): 1167—78. PMID 10449538.
- Kuwasako K; Kitamura K; Ito K;  . (2002). „The seven amino acids of human RAMP2 (86) and RAMP3 (59) are critical for agonist binding to human adrenomedullin receptors.”. J. Biol. Chem. 276 (52): 49459—65. PMID 11591721. doi:10.1074/jbc.M108369200.
- Forneris M; Gottardo L; Albertin G;  . (2002). „Expression and function of adrenomedullin and its receptors in Conn's adenoma cells.”. Int. J. Mol. Med. 8 (6): 675—9. PMID 11712085.
- Hänze J; Groneberg DA; Rose F;  . (2002). „Genomic organization and regulation of a human 7-helix transmembrane receptor which is expressed in pulmonary epithelial cells and induced in hypoxia.”. Biochem. Biophys. Res. Commun. 291 (5): 1160—5. PMID 11883938. doi:10.1006/bbrc.2002.6595.
- Dumont CE; Muff R; Flühmann B;  . (2003). „Paracrine/autocrine function of adrenomedullin in peripheral nerves of rats.”. Brain Res. 955 (1-2): 64—71. PMID 12419522. doi:10.1016/S0006-8993(02)03365-6.
- Strausberg RL; Feingold EA; Grouse LH;  . (2003). „Generation and initial analysis of more than 15,000 full-length human and mouse cDNA sequences.”. Proc. Natl. Acad. Sci. U.S.A. 99 (26): 16899—903. PMC 139241 . PMID 12477932. doi:10.1073/pnas.242603899.
- Chosa E; Hamada H; Kitamura K;  . (2003). „Expression of adrenomedullin and its receptor by chondrocyte phenotype cells.”. Biochem. Biophys. Res. Commun. 303 (1): 379—86. PMID 12646214. doi:10.1016/S0006-291X(03)00347-4.
- Xu P; Dai AG; Zhou HD;  . (2004). „[Study of the expression and role of adrenomedullin and adrenomedullin receptor in patients with chronic obstructive pulmonary disease]”. Zhonghua Jie He He Hu Xi Za Zhi. 26 (12): 765—8. PMID 14720432.
- Gerhard DS; Wagner L; Feingold EA;  . (2004). „The status, quality, and expansion of the NIH full-length cDNA project: the Mammalian Gene Collection (MGC).”. Genome Res. 14 (10B): 2121—7. PMC 528928 . PMID 15489334. doi:10.1101/gr.2596504.

## Spoljašnje veze
- „GPR182”. IUPHAR GPCR Database. International Union of Pharmacology (IUPHAR). 04. 12. 2007. Архивирано из оригинала 06. 08. 2012. г. Приступљено 23. 08. 2010.